# Miloxi
Miloxi – domniemane plemię zachodniosłowiańskie wymienione przez Geografa Bawarskiego. Mieli według tego źródła posiadać 67 osad. Istnieje znaczne prawdopodobieństwo, że nazwa ta odnosi się do plemienia wielkopolskiego. Henryk Łowmiański uważał, że nad rzeką Mogielnicą, która jest niewielkim dopływem Warty zamieszkiwało plemię Mogilan. Stanisław Zakrzewski utożsamił hipotetycznych Mogilan z Miloxi wymienionymi przez Geografa Bawarskiego.